# Praeonapa Khenjantuek
Praeonapa Khenjantuek (thailändisch แพรวนภา เคนจันทึก; * 30. Juli 1992) ist eine thailändische Gewichtheberin.

## Karriere
Khenjantuek wurde 2008 bei einer Dopingkontrolle positiv auf Metandienon getestet und für zwei Jahre gesperrt. 2012 gewann sie bei den Asienmeisterschaften die Bronzemedaille in der Klasse über 75 kg. Bei den Asienmeisterschaften 2013 gewann sie Silber. 2014 erreichte sie bei den Asienspielen den fünften Platz. Bei den Weltmeisterschaften im selben Jahr wurde sie Vierte im Zweikampf und gewann Bronze im Stoßen. Bei den Asienmeisterschaften 2015 wurde sie ebenfalls Vierte.